# Richard Brandes
Richard Brandes är en amerikansk filmregissör och manusförfattare. Hans mest kända film är Out for Blood.

## Full filmografi (som regissör/manusförfattare)
- 2006 - Penny Dreadful - (manusförfattare/regissör)
- 2004 - Out for Blood - (aka Vampires: Out for Blood) (manusförfattare/regissör)
- 2000 - Devil in the Flesh 2 - (aka Teacher's Pet) (manusförfattare)
- 1998 - Devil in the Flesh - (aka Dearly Devoted) (manusförfattare)
- 1997 - The Nurse - (manusförfattare)
- 1997 - The Killing Grounds - (manusförfattare)
- 1995 - California Heat - (manusförfattare/regissör)
- 1995 - Dead Cold - (manusförfattare)
- 1992 - Martial Law II: Undercover - (manusförfattare)
- 1990 - Martial Law - (manusförfattare)
- 1989 - The Banker - (manusförfattare)
- 1988 - Party Line - (manusförfattare)